# Энем
Эне́м (адыг. Инэм, Енэм) — посёлок городского типа в Тахтамукайском районе Республики Адыгея Российской Федерации. Административный центр Энемского городского поселения.
Расстояние от поселка Энем до города Краснодара 10 км. Через поселок проходит федеральная автодорога А-146 Краснодар — Верхнебаканский и железнодорожные ветки Северо-Кавказской ЖД в Крымск и Туапсе.

## Климат
| Климатограмма Энема                                             | Климатограмма Энема | Климатограмма Энема | Климатограмма Энема | Климатограмма Энема | Климатограмма Энема | Климатограмма Энема | Климатограмма Энема | Климатограмма Энема | Климатограмма Энема | Климатограмма Энема | Климатограмма Энема |
| --------------------------------------------------------------- | ------------------- | ------------------- | ------------------- | ------------------- | ------------------- | ------------------- | ------------------- | ------------------- | ------------------- | ------------------- | ------------------- |
| Я                                                               | Ф                   | М                   | А                   | М                   | И                   | И                   | А                   | С                   | О                   | Н                   | Д                   |
| 76 3 −2                                                         | 58 4 −2             | 56 8 0              | 55 16 7             | 63 21 12            | 75 25 16            | 58 27 18            | 58 27 18            | 52 22 13            | 53 16 7             | 74 10 3             | 91 6 0              |
| Температура в °C • Сумма осадков в мм Источник: Погода и климат |                     |                     |                     |                     |                     |                     |                     |                     |                     |                     |                     |

Климат Энема умеренный, без сухого сезона и с жарким летом (определяется по классификации климатов Кёппена как Cfa).
Большая часть осадков в Энеме приходится на декабрь, в то время как самым сухим месяцем является сентябрь, но, в среднем, сумма осадков в течение года выпадает равномерно. В Энеме средняя годовая температура составляет около 11,8 °C. Зона морозостойкости — 9a/9b. Среднегодовое количество осадков — 769 мм

## История
До 1863 года здесь находился одноимённый аул, в котором жили бжедуги, впоследствии депортированные в связи с завоеванием территории Российской империей. По некоторым данным, аул был одним из богатейших и населённых среди хамышевских — около 400 человек в 1852 году. В 1856 году аул был сожжён войсками генерала Кусакова, впоследствии был сожжён повторно. До этого, в 1850 году, под угрозой сожжения аул был вынужден присягнуть генералу Рашпилю.
Посёлок основан в 1890 году. Его название связано с адыгейскими князьями Энем. Так, расположенный поблизости аул Тахтамукай ранее носил название Энемский или Энем-Тахтамукай.
В начале XX века в районе хутора был построен полустанок железной дороги из Екатеринодара в Новороссийск. В 1960-е годы Энем стал станцией на железнодорожной линии Краснодар — Туапсе Северо-Кавказской ЖД. Её начали строить в 1967 году, в строительстве принимали участие подразделения Минтрансстроя СССР СМП-148, МК-62 и другие.
17 ноября 1967 года населённый пункт был преобразован в рабочий посёлок

## Население
| 1970    | 1979    | 1989    | 2002    | 2010    | 2012    | 2013    |
| ------- | ------- | ------- | ------- | ------- | ------- | ------- |
| 6755    | ↗11 750 | ↗17 843 | ↘17 654 | ↗17 890 | ↗18 161 | ↗18 251 |
| 2014    | 2015    | 2016    | 2017    | 2018    | 2019    | 2020    |
| ↗18 392 | ↗18 787 | ↗19 091 | ↗19 391 | →19 391 | ↗19 661 | ↗20 372 |
| 2021    | 2023    | 2024    |         |         |         |         |
| ↗27 717 | ↗28 021 | ↗28 209 |         |         |         |         |

## Национальный состав
По переписи населения 2010 года из 17 890 проживающих в посёлке, 17 558 человек указали свою национальность:
| Национальность | %       | Численность |
| -------------- | ------- | ----------- |
| Русские        | 64,82 % | 11 381      |
| Адыги          | 25,57 % | 4 489       |
| Армяне         | 1,93 %  | 339         |
| Украинцы       | 1,66 %  | 292         |
| Татары         | 0,68 %  | 119         |
| Корейцы        | 0,63 %  | 111         |
| Цыгане         | 0,62 %  | 108         |
| Азербайджанцы  | 0,47 %  | 83          |
| Греки          | 0,37 %  | 66          |
| Белорусы       | 0,29 %  | 51          |
| Табасараны     | 0,25 %  | 44          |
| Черкесы        | 0,22 %  | 39          |
| Таджики        | 0,22 %  | 39          |
| Лезгины        | 0,17 %  | 30          |

По переписи населения 2021 года из 27717 проживающих в посёлке, 24992 человека указали свою национальность
:
| Народ           | Численность, чел. | Доля от населения, % |
| --------------- | ----------------- | -------------------- |
| Русские         | 15 204            | 60,83 %              |
| Адыги (Черкесы) | 7 042             | 28,17 %              |
| Армяне          | 538               | 2,15 %               |
| Цыгане          | 359               | 1,43 %               |
| Украинцы        | 162               | 0,65 %               |
| Татары          | 140               | 0,56%                |
| Азербайджанцы   | 113               | 0,45 %               |
| Корейцы         | 109               | 0,44 %               |

## Экономика
Вблизи посёлка находится аэропорт местных воздушных линий Краснодар (Энем) и спортивный аэродром Энем. На нём ежегодно проводятся соревнования среди любителей экстремальных видов спорта. В небе своё мастерство демонстрируют парашютисты и вертолетчики. На земле свои навыки демонстрируют драг-рейсеры.

## Люди, связанные с посёлком
- Березовой, Анатолий Николаевич (1942—2014) — лётчик-космонавт СССР, Герой Советского Союза.
- Мусаев, Вадим Шарафидинович (1993) — российский боксер-профессионал, серебряный призёр чемпионата мира, чемпион России, Заслуженный мастер спорта России.
- Сивачёв Александр Николаевич  (1918— 1941) — Пограничник. Старший лейтенант. Начальник пограничной заставы (застава «Брузги» имени старшего лейтенанта А. Н. Сивачёва).